# Sada Abe
Sada Abe (阿部 定 Abe Sada?,  28 de mayo de 1905 – después de 1970) era una cortesana japonesa conocida por asfixiar eróticamente a su amante, Kichizo Ishida, el 18 de mayo de 1936, y cortarle sus genitales. Por ese crimen, fue encarcelada y salió después de la Segunda Guerra Mundial.

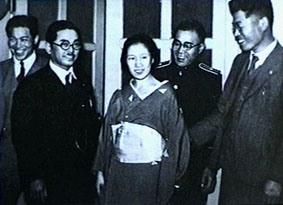
Página de periódico tras el arrestro de Sada Abe en la comisaría de Takanawa, 20 de mayo de 1936.

Su historia fue muy popular en Japón, alcanzando notoriedad mundial al figurar en la película El imperio de los sentidos. Sada Abe desapareció en la década de 1970 y a partir de entonces se la considera muerta.
Era la séptima de ocho hijos de una familia de clase media alta japonesa de fabricantes de tatamis de Kanda, y de la que solo cuatro de sus ocho hijos llegaron a adultos, siendo Sada la más joven. Comenzó a trabajar como prostituta en Osaka y luego en Tokio en los años 1930 y pronto se ganó de fama de camorrista; solía robar dinero a los clientes, dejó un burdel donde la prostitución estaba controlada legalmente, trabajó de camarera y luego ejerció la prostitución ilegal, queriendo abandonarla de nuevo varias veces más tarde.